# セーフサーチ
セーフサーチは、 Google 検索とGoogle 画像検索で提供されている、ポルノなど不適切な画像、または不快に感じる可能性のあるコンテンツを非表示にする自動フィルター機能。Yahoo!検索やBingなどの検索エンジンも同名、同様の機能を備える。
2009年11月11日、Googleは、 Google アカウントを持つユーザーが、Googleのウェブ検索と画像検索でセーフサーチの設定をロックする機能を導入した。ロックを設定した後に設定を再び変更するにはパスワードの入力が必要となる。
2012年12月12日、Googleはセーフサーチフィルタを完全にオフにするオプションを削除した。これにより、ユーザーが成人向けコンテンツにアクセスするには、より具体的な検索クエリ（キーワード）を入力しなければならなくなった。

## 効果
ハーバード・ロー・スクールのバークマンインターネット＆ソサエティセンターのレポートによれば、セーフサーチは、ホワイトハウス、 IBM 、アメリカ図書館協会、リズ・クレイボーンによって作成されたものを含む多くの無害なウェブサイトも検索結果リストから除外した。一方で、「無害な」検索用語が入力された場合でも、多くのポルノ画像はフィルターをすり抜けることを指摘している。特定の検索用語のブラックリストへの登録はホモグラフ（例えば「ビーバー」など）の存在によって妨げられている。特定のURLをブラックリストへ登録することは、ポルノサイト側によるURL変更によって無効となるケースも多い。肌が露出している画像として、多く肌色が使用されているものをポルノコンテンツとしてタグを付けるシステムにも問題がある。肌の色合いは様々であり、赤ちゃんの写真にも肌の露出が多い傾向がある。 
なお、ポルノコンテンツをフィルタリングするグーグルの能力は、検閲を行っている中華人民共和国との関係において重要な要素の一つとなった。 